# Cantonul Caen-3
Cantonul Caen-3 este un canton din arondismentul Caen, departamentul Calvados, regiunea Basse-Normandie, Franța.